# Іцхак Вакнін
Іцхак Вакнін (івр. יצחק וקנין; нар. 12 травня 1958, Ізраїль) — ізраїльський політик та депутат кнесету від партії «ШАС»

## Біографія
Іцхак Вакнін народився 12 травня 1958 року в Ізраїлі. За професією — вчитель автомеханіки. У 1982—1987 роках працював секретарем поселення Гранот. У 1988—1996 роках займав пост голови мошавів Яара. Також з 1996 року Вакнін був секретарем регіональної ради Маале Йосеф. У 1993—1996 роках працював головою релігійного ради Маале Йосеф.
У 1996 року вперше був обраний в Кнесет, працював у комісії з економіки, комісії з питань алії і абсорбції та комісії з підтримки статусу жінки. 1999 року Вакніна переобрали в кнесет 15-го скликання, де він отримав пост заступника спікера кнесету та увійшов до комісії по боротьбі з наркотиками, комісії з економіки і у фінансову комісію.
В уряді Егуда Барака отримав портфель заступника міністра зв'язку, і займав цю посаду до 11 липня 2000 року. У уряді Аріеля Шарона працював заступником міністра праці та добробуту. На кілька тижнів відмовився від цієї роботи, бо всі міністри від «ШАС» тимчасово покинули уряд.
У кнесеті 16-го скликання працював в економічній комісії і в комісії з питань державного контролю. У 2006 році був переобраний у кнесет 17-го скликання, увійшов до складу комісії у справах другого управління радіо і телемовлення, комісії кнесету, фінансової комісії, комісії з економіки та комісії з питань державного контролю.
Перед виборами в кнесет 18-го скликання зайняв восьме місце в партійному списку «ШАС», пройшов у кнесет, так як партія отримала одинадцять мандатів. Став заступником спікера кнесету, увійшов до комісії з економіки і фінансову комісію. Був призначений головою парламентської комісії з питань етики.

## Особисте життя
Вакнін одружений, має п'ятьох дітей, живе в мошаві Яара. Володіє івритом, арабською та англійською мовами.